# SOFT BALLET
SOFT BALLET（ソフトバレエ）は、遠藤遼一・藤井麻輝・森岡賢による日本のバンド。
1987年結成。インディーズレーベル太陽レコードよりシングル「BODY TO BODY」をリリース後、1989年にアルファレコードよりメジャー・デビュー。1995年7月23日の渋谷公会堂のライブをもって活動停止。
2002年の「サマーソニック 2002」で活動再開し、アルバム2枚をリリース。2003年のツアー「大団宴」後、再び活動を休止。
音楽性はフューチャーポップ、インダストリアル・ロック、ハードハウス、アシッド・ハウス、デビュー時のコピーによれば「エレクトロ・ボディ・ビート（エレクトロニック・ボディ・ミュージックと同義である）」と2名の作曲者の個性によって多彩である。当初はベルギーのEBMバンドであるFRONT 242に影響を受ける（BODY TO BODYはFront 242へのオマージュ）。しかし特徴的なサウンドは当世のテクノ・エレクトロニカに主軸を移しつつ、IDM、アンビエントなどの要素を取り込み始める。電子音楽的な冷やかさと無機性を持ったサウンドながら、遠藤の歌唱やサポートミュージシャンなどによってロック色を強く保ったそのスタイルは日本の音楽シーンに少なからず影響を及ぼした。

## メンバー
遠藤遼一（えんどう りょういち、1967年12月6日 - ）ボーカル
血液型不明。声質を買われてバンド解散後はCM等でナレーションもしていた。endsとしても活動。
藤井麻輝（ふじい まき、1965年8月17日 - ）シンセサイザー、キーボード、ギター
B型。ライブではほとんど動かず、直立不動で客をにらみつけている。後期では顔を隠すことが多くなりガスマスク姿で演奏したこともあった。このほかBUCK-TICKの今井寿とのユニットSCHAFT、女性アーティスト芍薬とのユニットSUILEN（睡蓮）、森岡賢とのユニットminus(-)で活動した。
森岡賢（もりおか けん、1967年3月15日 - 2016年6月3日）シンセサイザー、キーボード
B型。藤井とは対照的にライブでは所せましと動き回り、扇子を持ってはクネクネしたダンスを踊り、ライブではキーボードとダンサーを兼ねる。KEN MORIOKA名義でのソロ活動のほか、元GRASS VALLEYの出口雅之とのユニット、ジェントルマン・テイク・ポラロイドとしても活躍。解散後は藤井麻輝と共に、新ユニットminus(-)で活動。父は作曲家、編曲家の森岡賢一郎。2016年6月3日、心不全により死去。49歳没。

### サポートメンバー
メジャーデビュー後、ライブ時にはドラム・ギターのサポートメンバーが参加している（1992年はライブはツインドラムでギター不在、再結成後はドラムのみ）。同時期にレコーディングにも参加しているが、他多数のミュージシャンもレコーディングには参加している。
全国ツアー名（日程）
JACK IN '89（1989年10月5日 - 1989年11月29日）
JACK IN '90（1990年3月25日 - 1990年7月19日）
- 小宮俊男（Dr）
- 塚田嗣人（G）

ALL OVER（1990年10月19日 - 1990年11月25日）
TOUR 1991（1991年5月8日 - 1991年6月29日）
TOUR 1991 TWEI（1991年10月5日 - 1991年12月19日）
- 上領亘（Dr）
- 石塚伯広（G）

MILLION MIRRORS（1992年10月8日 ～ 1992年12月17日）
- 小宮俊男（Dr）
- 向高昌則（Dr）

1993 INCUBATE SOFT BALLET 1994（1993年12月3日 - 1994年3月6日）
- 友田真吾（Dr）
- 藤田タカシ（G）

SOFT BALLET TOUR 1995 FORM（1995年4月26日 - 1995年6月29日）
- 楠均（Dr）
- 藤田タカシ（G）

110910（2002年11月9日 - 2002年11月10日）
SOFT BALLET TOUR 2003 <満カイ>（2003年4月15日 - 2003年4月23日）
大団宴（2003年12月4日 - 2003年12月17日）
- 平井直樹（Dr）

## バイオグラフィー
SOFT BALLETの活動を、インディーズ時代、1989年のメジャーデビューから1992年のビクターXEO レーベルへの移籍まで、ビクターへの移籍から解散まで及び2002年の再結成から翌年の再解散までの4つの時期に分けて記述する。

### インディーズ時代

#### 1988年
- 12月5日、六本木インクスティックで初ライブ。

#### 1989年
- 4月11日、太陽レコードよりシングル「BODY TO BODY」発売。

### アルファ時代

#### 1989年
- 9月25日、1stシングル「BODY TO BODY」と1stアルバム『EARTH BORN』発売。
  - なお、このアルバムの発売以前にアルファレコード・G.M.O.レーベルから発売された古代祐三のファーストアルバム『ザ・スキーム』(ゲームミュージック）のアレンジヴァージョン制作に森岡と藤井が参加している（藤井は「藤巻靖人」名義）。森岡が3曲、藤井が2曲の編曲を、作曲者である古代と共同で手がけた。ソフトバレエの担当プロデューサーが、古代の担当プロデューサーでもあったことからの起用である。

#### 1990年
- 1月25日、1stビデオ『JACK IN』発売。
- 4月25日、2ndアルバム『DOCUMENT』発売。
- 8月10日、3rdシングル「ESCAPE -Rebuild」発売。
- 10月10日、ライヴビデオ『MOVIE』発売。
- 11月28日、ミニアルバム『3 (drai)』発売。

#### 1991年
- 4月21日、4thシングル「EGO DANCE」発売。
- 5月21日、3rdアルバム『愛と平和』発売。オリコンチャートのトップ10入りを果たす。
- 7月21日、5thシングル「FINAL」発売。
- 9月21日、ライヴビデオ『TOUOR 1991 有明コロシアム』発売。
- 12月1日、NHKホールで行われたNHK BS ヤングバトル決勝大会にゲスト出演。
- 12月16日、藤井麻輝と今井寿によるユニットSCHAFT、DANCE 2 NOISEイベントに出演。

#### 1992年
- 8月21日、ライヴアルバム『Reiz (raits)』発売。
- 12月21日、PV集『SOFT BALLET'S CLIPS Zauber』発売。

### ビクター時代

#### 1992年
- 10月21日、4thアルバム『MILLION MIRRORS』発売。
- 12月21日、リミックスアルバム『ALTER EGO』発売。（アルファレコード）

#### 1993年
- 2月22日、アナログ盤「THRESHOLD」発売。（イギリス、ブルーオーガストレーベル）
- 3月24日、6thシングル「ENGAGING UNIVERSE」発売。
- 6月21日、『SINGLE COLLECTION '89-'91』発売。（アルファレコード）
- 9月21日、リミックスアルバム『TWIST AND TURN』発売。（アルファレコード）
- 10月6日、7thシングル「WHITE SHAMAN」発売。
- 11月26日、5thアルバム『INCUBATE』発売。
- 12月31日、「TVK LIVE GAGA」に出演。 BUCK-TICKとともにBUCK-TICKの「ICONOCLASM」を演奏した。

#### 1994年
- 6月22日、ビデオ『LIFE』発売。
- 8月7日、富士急ハイランドで行われたイベント「SHAPELESS」に出演。
  - SOFT BALLET、BUCK-TICK、THE MAD CAPSULE MARKETS
- イベント「LSB」（8月9日-8月30日）に出演。
  - SOFT BALLET、BUCK-TICK、LUNA SEA
  - ゲスト：THE YELLOW MONKEY、THE MAD CAPSULE MARKETS、DIE IN CRIES、L'Arc〜en〜Ciel
  - 福岡公演ではステージ開始と共に激しい雷雨に見舞われ、雷鳴轟く中行われたパフォーマンスは半ば伝説となっている。
- 9月21日、SCHAFTの1stアルバム『SWITCHBLADE』発売。
  - PIGのレイモンド・ワッツをヴォーカルに迎えた。
- 10月21日、SCHAFTのリミックスアルバム『SWITCH』発売。
- 12月16日、SCHAFTのライヴビデオ『SWITCHBLADE - VUSUAL MIX』発売。
- 12月16日、森岡賢、ソロアルバム『Questions』発売。

#### 1995年
- 4月21日に8thシングル「YOU」と6thアルバム『FORM』を発売。
- ライブ「SOFT BALLET TOUR 1995 FORM」の初日のNHKホール公演のMCにおいて、事実上の解散宣言。
- 6月28日、リミックスアルバム『FORMs』発売。
- 7月18日、19日に中野サンプラザ、7月23日に渋谷公会堂の3公演（メニューは異なる）を最後に解散した。
- 9月27日、2枚組ベストアルバム『SOFT BALLET』発売。
- 10月21日、解散ライブビデオ『HEAD/SKIN』発売。

#### 1996年
- 3月27日、藤井による、SOFT BALLETのリミックスアルバム『DEVIATION FROM SYSTEM』発売（アルファレコード）。
- 9月4日、藤井と森岡それぞれが参加した、JAPANのトリビュートアルバム『a tribute to JAPAN: Life in Tokyo』発売。

### ワーナー時代（再結成）
解散後、遠藤はENDSとしての活動、藤井はShe-Shellや他アーティスト作品への参加、森岡はソロや他アーティストのプロデュース活動等を展開していたが割愛。各メンバーの項目参照。

#### 2002年
森岡はデーモン小暮閣下のソロツアーにキーボーディストとして参加していた（森岡はデーモン小暮のソロアルバム『SYMPHONIA』中の2曲の編曲とプロデュースを手がけた）。そのライブ中、MCにおいてSOFT BALLETの再結成がほのめかされた。その後、海外向けのSUMMER SONIC宣伝某体ではフライングでSOFT BALLETが出演者に記されていたが、再結成に関する正式な発表はなされなかったが突如7月1日発売。rockin'on誌上SUMMER SONIC 02広告の参加アーティストリストに掲載された。
そして、8月17日と18日のサマーソニックで約7年ぶりの復活を果たした。演奏されたのは解散前の曲よりも新曲の方が多かった。
- 10月9日に復活第一弾シングル「メルヘンダイバー」発売。
- 10月23日にアルバム『SYMBIONT』発売。
- 11月9日、10日、SHIBUYA-AXにて再結成後初のワンマンライブ「110910」が行われた。

#### 2003年
- 3月26日、シングル「BRIGHT MY WAY」発売。
- 8月16日、「RISING SUN ROCK FESTIVAL 2003 in EZO」に出演（実際の出演時刻は翌17日の明け方であった）。
- 9月25日、シングル「SMASHING THE SUN」発売。
- 10月29日、アルバム『MENOPAUSE』発売。
- 12月に最後のツアー「大団宴」が行われた。

## エピソード
- かつて新宿に存在したディスコ「ツバキハウス」で3人が出会い、結成に至った。
- バンド名の「SOFT BALLET」は単なるフィーリングでつけられたものであるが、とあるインタビューで「ソフト・セルとスパンダー・バレエ（両方とも80年代のイギリスのバンド）からとった」と答えたため、それが由来であるとファンの間で信じられていた時期もあった。
- メンバー3人とも雑誌「JUNE」のモデル経験者であり、グラビア上でも共演している。
- 完成直後のグリーンホール相模大野にてライブを行った際、重低音の振動で天井の電球が落ちてくる事故が発生した。
- 藤井は、2000年代に入ってから浮上する様になったSOFT BALLET再結成の構想に対して最後まで抵抗し続けた。彼の中でソフトバレエは既に「終わったバンド」でしかなく、今更やる理由が見つからないというのが主な理由だった。結局のところ「かつてのソフトバレエを徹底的に潰す」という決意の元、再結成に至った。なお、2009年にリリースされたアルバム『INDEX - SOFT BALLET 89/95』のブックレットのインタビューで藤井はSOFT BALLETの解散を否定しており、現在も形式的には活動休止のままである。
- 2016年6月に森岡が逝去。これによりSOFT BALLETの再結成は事実上不可能となった。その直後に行われたminus(-)の赤坂BLITZでのライブでは遠藤の新録と思われるボーカル音源が使われた「AFTER IMAGES」が演奏された。

## ライブ・コンサートツアー
| 年            | タイトル                       | 公演日                    | 備考 |
| ------------- | ------------------------------ | ------------------------- | --- |
| 1989年        | TOUR JACK IN '89               | 10月5日-11月29日          | |
| 1990年        | 第1回東京3NIGHT                | 1月7日 - 1月9日           | |
| 1990年        | TOUR ALL OVER                  | 10月19日-11月25日         | |
| 1991年        | TOUR 1991                      | 5月8日 - 6月29日          | |
| 1991年        | 第2回東京3NIGHT                | 7月6日、7月7日、7月18日   | |
| 1991年        | 第1回大阪3NIGHT                | 7月11日、7月13日、7月14日 | |
| 1991年        | TOUR 1991 ZWEI                 | 10月5日-12月19日          | |
| 1992年        | TOUR MILLION MIRRORS           | 10月8日-12月17日          | ステージに無数のモニターが並べられ視覚的にも凝ったものであった。またサウンド面についてはドラマー2人によるツインドラムによる演奏がなされた。                                                               |
| 1993年        | 第3回東京3NIGHT                | 1月7日、1月8日、1月19日   | |
| 1993年        | オールリクエストライヴ         | 4月20日-4月29日           | |
| 1993年-1994年 | 1993 INCUBATE SOFT BALLET 1994 | 12月3日-3月6日            | |
| 1994年        | 第4回東京3NIGHT                | 1月17日、1月30日、1月31日 | |
| 1995年        | SOFT BALLET TOUR 1995 FORM     | 4月26日-6月26日           | 初日のNHKホール公演のMCにおいて、ツアー終了後の活動が白紙であることを発表した。事実上の解散宣言であった。解散発表後の彼らはライヴにおいて観客をステージに上げる等、それまでにはなかった行動に打って出た。 |
| 2002年        | 110910                         | 11月9日-11月10日          | |
| 2003年        | SOFT BALLET TOUR 2003 <満カイ> | 4月15日-4月23日           | |
| 2003年        | 大団宴                         | 12月                      | 本編の演奏曲は復活後の曲だけで占められ、解散前の曲はアンコールでのみ演奏された。なお、最終日（12月17日）の渋谷公会堂公演の最後に演奏されたのは「LAST SONG」であった。                                     |

## ディスコグラフィー

### シングル
| 枚         | 発売日        | タイトル          | カップリング                                                                                       | 収録アルバム    | 備考                                                                 |
| ---------- | ------------- | ----------------- | -------------------------------------------------------------------------------------------------- | --------------- | -------------------------------------------------------------------- |
| Indies 1st | 1987年8月21日 | Tokio Bang!       | Planet Funk                                                                                        |                 | アナログリリース                                                     |
| Indies 2nd | 1989年4月     | BODY TO BODY      | L-Mess                                                                                             |                 | メジャー盤とは別バージョン                                           |
| 1st        | 1989年9月     | BODY TO BODY      | KO•KA•GE•NI Body To Body -Club Mix-                                                                | EARTH BORN      |                                                                      |
| 2nd        | 1990年3月     | TWIST OF LOVE     | Needle                                                                                             | DOCUMENT        |                                                                      |
| 3rd        | 1990年8月10日 | ESCAPE - Rebuild  | Private Pride-Remake Escape-2nd. Mix                                                               | DOCUMENT        |                                                                      |
| 4th        | 1991年4月21日 | EGO DANCE         | Blood Necron                                                                                       | 愛と平和        |                                                                      |
| 5th        | 1991年7月21日 | FINAL - 7inch mix | Virtual War -Dub Version-                                                                          | 愛と平和        |                                                                      |
| 6th        | 1992年2月     | Threshold         | Side A: Threshold (White Mix) Side B: Threshold (Kiss Mix)                                         | MILLION MIRRORS | アナログリリース。 英国クラブチャートで10位、ベルギーでも2位を記録。 |
| 7th        | 1993年3月24日 | ENGAGING UNIVERSE | Threshold (Head Mix)                                                                               | INCUBATE        |                                                                      |
| 8th        | 1993年10月6日 | WHITE SHAMAN      | Consciousness                                                                                      | INCUBATE        |                                                                      |
| 9th        | 1995年4月21日 | YOU               | Eye                                                                                                | FORM            |                                                                      |
| 10th       | 2002年10月9日 | メルヘンダイバー  | Merchendiver (Super Bloom Mix) Merchendiver (Karaoke) Merchendiver (Super Bloom Mix) (Karaoke)     | SYMBIONT        | 再結成シングル                                                       |
| 11th       | 2003年3月26日 | BRIGHT MY WAY     | Ascent (The Windows Which Flow Upwards In Your Eyes) Fine Train (F-ix) Bright My Way (Factory Mix) | MENOPAUSE       |                                                                      |
| 12th       | 2003年9月25日 | SMASHING THE SUN  | Out (F-ix Destruct) Tuesday                                                                        | MENOPAUSE       |                                                                      |

### オリジナル・アルバム
| 枚  | 発売日         | タイトル        |
| --- | -------------- | --------------- |
| 1st | 1989年9月25日  | EARTH BORN      |
| 2nd | 1990年4月25日  | DOCUMENT        |
| 3rd | 1990年11月28日 | 3 (drai)        |
| 4th | 1991年5月21日  | 愛と平和        |
| 5th | 1992年10月21日 | MILLION MIRRORS |
| 6th | 1993年11月26日 | INCUBATE        |
| 7th | 1995年4月21日  | FORM            |
| 8th | 2002年10月23日 | SYMBIONT        |
| 9th | 2003年10月29日 | MENOPAUSE       |

### ベストアルバム
|     | 発売日         | タイトル                                       | 備考 |
| --- | -------------- | ---------------------------------------------- | --- |
| 1st | 1993年6月21日  | SINGLE COLLECTION '89-'91                      | アルファレコード時代のシングルコレクション。愛と平和のボーナスディスク2曲とLAST FLOWERの未発表バージョンも収録。       |
| 2nd | 1995年9月27日  | THE ULTIMATE BEST OF SOFT BALLET               | 「ベスト」という扱いではあったが、ほとんどの楽曲のアレンジが変わり、ヴォーカルも再録されたセルフカバーアルバムである。 |
| 0   | 1996年8月28日  | TWINS ～ SUPER BEST OF SOFT BALLET             | アルファ時代のベスト。                                                                                                 |
| 0   | 2000年6月28日  | The Very Best Of Soft Ballet                   | アルファ時代のベスト。                                                                                                 |
| 3rd | 2003年12月3日  | SOFT BALLET 1989-1991 the BEST                 | アルファ時代のベスト。未発表音源2曲入り。藤井麻輝リマスター。初回生産限定盤DVDにはライヴ映像を収録。                   |
| 4th | 2003年12月3日  | SOFT BALLET 1992-1995 the BEST + 8 OTHER MIXES | ビクター時代のベストとミックス違いの楽曲を収録したディスクの2枚組。藤井麻輝リマスター。                                |
| 5th | 2009年10月28日 | INDEX - SOFT BALLET 89/95                      | 1989年から1995年まで（アルファ時代～ビクター時代）の音源を集めた 11 枚組 CD ボックスセット。藤井麻輝全面監修。         |
| 6th | 2020年1月29日  | relics                                         | 未発表音源が2曲収録される、SOFT BALLET30年記念オールタイムBOX。                                                        |

### スプリット・アルバム
- 『SCIENCE ART LABEL』 (1989年3月、Indies盤 アナログレコード)
  - 4バンド数曲ずつで SOFT BALLET はうち2曲
    - 「BORDER DAYS」　　　※ メジャー盤とは別バージョン
    - 「SOMETHING AROUND」　　　※ メジャー盤とは別バージョン。メジャー盤はライブ音源のみ

### ライブアルバム
| 発売日    | タイトル                       |
| --------- | ------------------------------ |
| 1992年8月 | Reiz(raits) -Live at NHK Hall- |

#### ライブのみの未発表曲
- 「MAN PLUS US」
- 「EDGE DANCE」
- 「WINTER MARKET」
- 「LAST DOLL」

など。

### リミックスアルバム
| 発売日         | タイトル                                 | 備考 |
| -------------- | ---------------------------------------- | --- |
| 1992年12月21日 | ALTER EGO                                | |
| 1993年9月21日  | TWIST AND TURN                           | |
| 1995年6月28日  | FORMs -REMIX FOR ORDINARY PEOPLE-        | 日本ではファン層以外にはほとんど売れなかったが、海外ではリミキサー陣の顔ぶれが豪華なことから、プレミアがつくアイテムとなっている。                                                                                              |
| 2025年3月14日  | BODY TO BODY（30th Anniversary Remixes） | 1stシングル「BODY TO BODY」をyukihiro、上田剛士、砂原良徳がリミックスしたものを、サブスクリプションサービスで配信。音楽雑誌「サウンド＆レコーディング・マガジン」2019年11月号の付属CDに収録されていたものを一般向けに解禁した。 |

### VIDEO(VHS,LD,8mm,DVD含む)
- 「JACK IN」 (1990年1月、VHS)
- 「MOVIE」 (1990年10月、VHS)
- 「TOUR 1991 有明コロシアム」 (1991年9月、VHS,LD)
- 「Reiz [raits] ～ SOFT BALLET LIVE ～」 (1992年6月、VHS)
- 「Zauber [SOFT BALLET'S CRIPS]」 (1992年12月、VHS)
- 「LIFE」 (1994年6月、VHS)
- 「HEAD/SKIN」 (1995年10月、VHS)
- 「SOFT BALLET DVD '92-'95」 (2003年1月、DVD)
  - 「LIFE」「HEAD」「SKIN」及びその他未収録PV等を集めた4枚組
- 「SOFT BALLET 1989-1991 the BEST Clips+」 (2003年12月、DVD)
- 「ライブ帝国 SOFT BALLET」 (2004年4月、DVD)
- 「SOFT BALLET VISIONS 90/92」 (2012年12月、DVD)
  - 「JACK IN」+「MOVIE」「TOUR 1991 有明コロシアム」「Reiz」「Zauber」を4枚組DVD化

### 書籍
- 「SOFT BALLET」（ソフトバレエの頭脳図鑑）/ 河出書房新社
- 「SOFT BALLET FORM BOOK R/O」 / ロッキング・オン
- バンドスコア「SOFT BALLET」 / スコアーハウス
  - 掲載曲：BODY TO BODY、KO・KA・GE・NI、SPINDLE、PRIVATE PRIDE、TWIST OF LOVE -Original Version-、VIRTUAL WAR、EGO DANCE (EXTENDED VERSION)、OBSESSION、AMERICA、FINAL、TANGO IN EDEN、FAIRY TALE、THRESHOLD (WHITE-MIX)